# Rougemont
Rougemont je obec na jihozápadě Švýcarska, v okrese Riviera-Pays-d’Enhaut v kantonu Vaud. Žije zde 882 obyvatel.

## Geografie

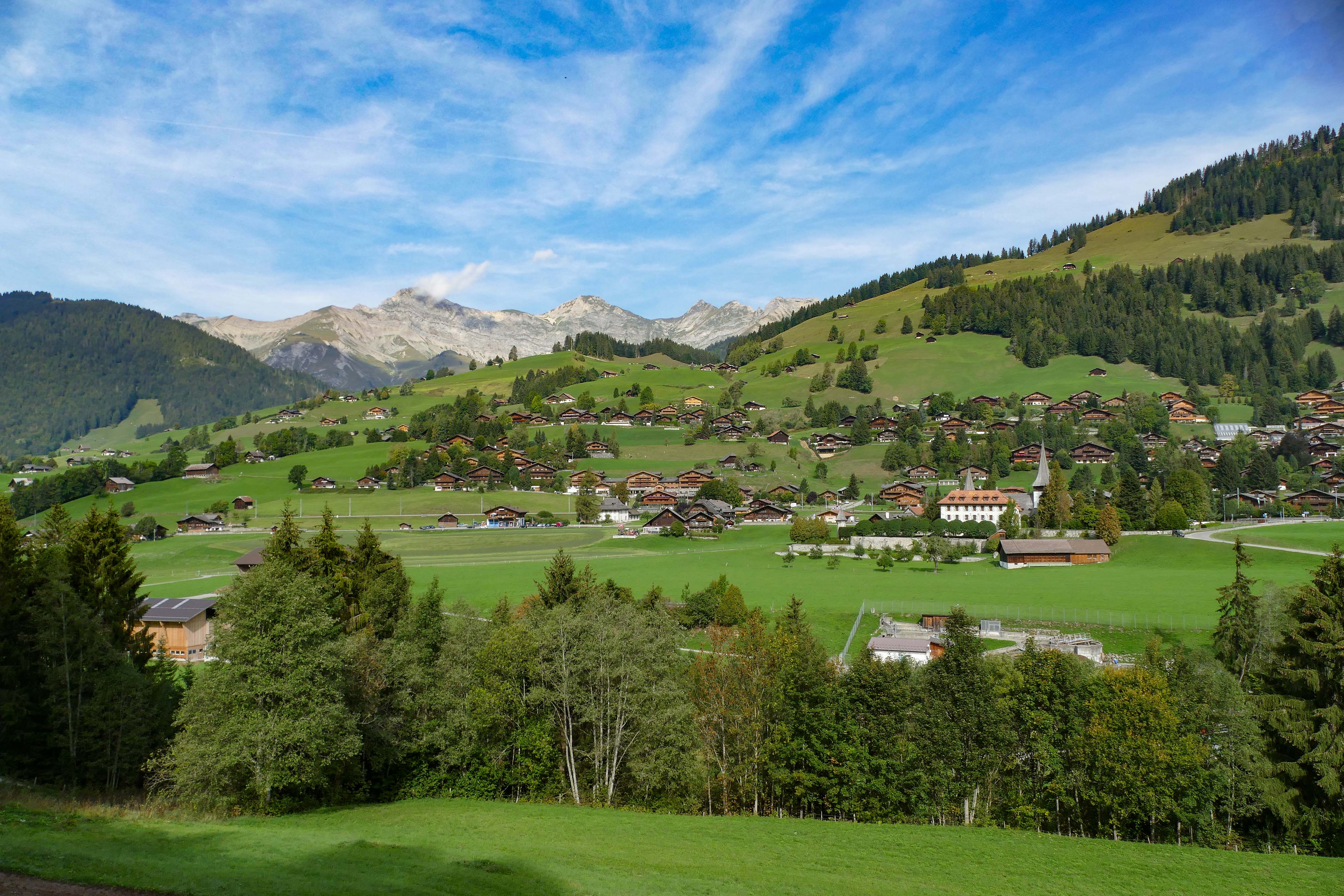
Panorama obce

Rougemont leží v nadmořské výšce 1007 m, vzdušnou čarou 28 km východně od hlavního města okresu, Vevey. Obec se nachází na mírně vyvýšeném místě na pravém (severním) úbočí horního údolí řeky Sány, na úpatí hory Rubli, ve východní části Pays-d’Enhaut, v severovýchodní části Vaudských Alp.
Území obce o rozloze 48,6 km² zahrnuje část Pays-d’Enhaut s okolními Alpami. Oblastí protéká od východu k západu v širokém údolí řeka Sána (francouzsky Sarine); východní hranici tvoří zúžení Le Vanel, západní hranici ústí Ruisseau des Ciernes Picat. Na jih od řeky Sány se území obce rozprostírá přes vápencové hřebeny Le Rubli (2285 m n. m.) a Rocher Plat (2257 m n. m.) až k vrcholu Gummfluh, kde se nachází nejvyšší bod Rougemontu (2458 m n. m.). Mokřady východně od Gummfluhu s horským jezerem Gour de Comborsin se nacházejí v pramenné oblasti potoka Chalberhönibach.
Na severu se oblast rozprostírá přes vrcholky Les Rodomonts (1879 m n. m.) až po horské pásmo Rochers des Rayes (2026 m n. m.), Dent de Savigny (2252 m n. m.) a Dent de Ruth (2236 m n. m.), které se táhne od jihozápadu k severovýchodu. Východní hranici tvoří říčka Ruisseau des Fenils (Grischbach). Na severozápadě se území obce rozkládá až k údolí Ruisseau des Ciernes Picat a k úpatí Dent des Bimis (2161 m n. m.), který je součástí masivu Vanil Noir. V roce 1997 tvořila 3 % rozlohy obce zastavěná plocha, 31 % lesy a lesní porosty, 48 % zemědělské plochy a necelých 18 % neproduktivní půda.
Rougemont zahrnuje vesnici Flendruz (983 m n. m.) nad ústím říčky Ruisseau des Ciernes Picat do Saane, osady Le Crêt (1035 m n. m.) na západě a Les Allamans (1010 m n. m.) na východ od obce, vysokohorskou osadu Ciernes Picat (1168 m n. m.) ve stejnojmenném údolí na úpatí Vanil Noir a několik dalších vysokohorských osad a jednotlivých farem. Sousedními obcemi Rougemontu jsou Château-d’Oex v kantonu Vaud, Val-de-Charmey v kantonu Fribourg a Saanen v kantonu Bern.

## Historie

Letecký pohled (1964)

První písemná zmínka o obci pochází z roku 1104 a nese latinský název Rubeus Mons. Později se objevily názvy Robeomonte (1228), Rojomont (1270) a Rogemont. Název místa je odvozen z francouzského slova rouge (červený) a latinského mons (hora).
Oblast Pays-d’Enhaut byla v 10. století dobyta hrabaty z Gruyères. Ti darovali část svého území opatství v Cluny, které v letech 1073 až 1085 založilo převorství Rougemont. Rougemont se tak stal duchovním centrem Pays-d’Enhaut. Patřil pod svrchovanost hrabat z Gruyères, které zastupoval správce. Hrad Vanel se nacházel v úžině Vanel od 12. století, ale v roce 1407 byl zničen.
Bratr Heinrich Wirczburg (z Vachu u Fürthu) provozoval v Rougemontu v roce 1481 krátce tiskárnu. Byl to mnich řádu Cluny a předtím pracoval v Ženevě u prvního tamního tiskaře Adama Steinschabera. Dílna v Rougemontu vydala dva tisky: ilustrovanou latinskou historickou knihu, z níž je dosud známo 64 výtisků, z nichž 8 se nachází ve Švýcarsku. Druhou knihou, která se zde objevila, byly Satyry římského básníka Aula Persia Flaca (známo 10 výtisků, žádný ve Švýcarsku), jejichž první vydání vyšlo v Benátkách v předchozím roce.
Když v roce 1554 zbankrotoval poslední hrabě z Gruyères, jeho věřitelé, panství Bern a Fribourg, si mezi sebou rozdělili majetek. Výsledkem bylo rozdělení horního saanského údolí: Pays-d’Enhaut a Saanenland připadly Bernu, zatímco Fribourg získal kontrolu nad regionem Gruyère. Bern na své části území okamžitě prosadil reformaci a převorství bylo zrušeno. Rougemont byl začleněn do hofmistrovství Saanen. V roce 1572 nechal Bern na místě bývalých převorských budov postavit hrad Rougemont, který se stal sídlem hofmistra.
Po pádu Staré konfederace patřil Rougemont v letech 1798–1803 během helvétského období ke kantonu Léman, který byl poté, když vstoupila v platnost mediační ústava, začleněn do kantonu Vaud. V roce 1803 byl přiřazen k okresu Pays-d’Enhaut.
Od roku 2012 je obec součástí přírodního parku Gruyère Pays-d’Enhaut.

## Obyvatelstvo
| Vývoj počtu obyvatel | Vývoj počtu obyvatel | Vývoj počtu obyvatel | Vývoj počtu obyvatel | Vývoj počtu obyvatel | Vývoj počtu obyvatel | Vývoj počtu obyvatel | Vývoj počtu obyvatel |
| -------------------- | -------------------- | -------------------- | -------------------- | -------------------- | -------------------- | -------------------- | -------------------- |
| Rok                  | 1764                 | 1850                 | 1880                 | 1900                 | 1930                 | 1950                 | 2000                 |
| Počet obyvatel       | 1287                 | 1190                 | 1256                 | 1189                 | 1150                 | 922                  | 901                  |

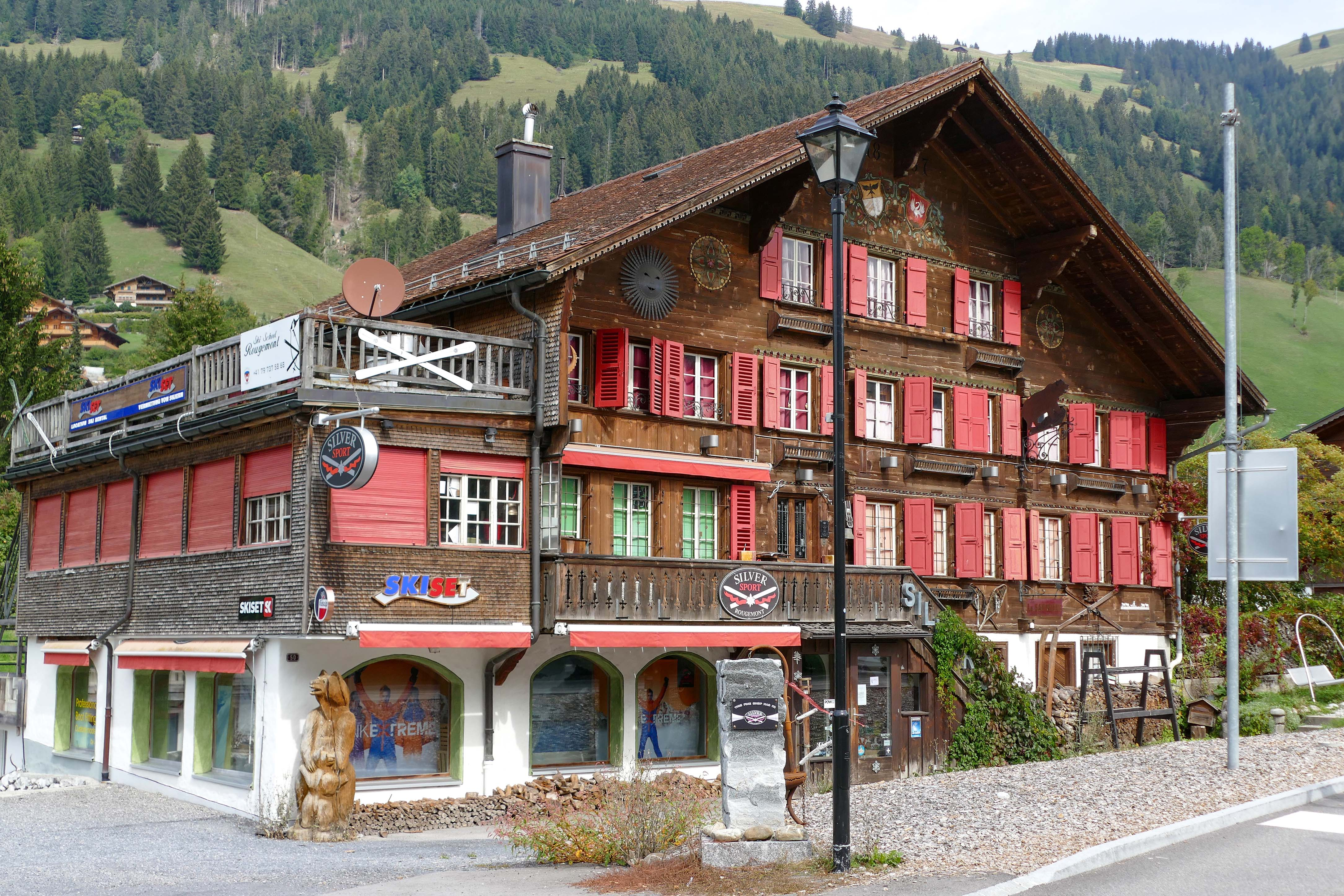
Tradiční architektura v obci

Z celkového počtu obyvatel je 73,1 % francouzsky mluvících, 16,7 % německy mluvících a 3,8 % anglicky mluvících (stav k roku 2000). V průběhu 20. století se počet obyvatel v důsledku silného vystěhovalectví snížil do roku 1970 až na 824 obyvatel. Od té doby byl opět zaznamenán mírný nárůst počtu obyvatel.

## Hospodářství
Až do začátku 20. století byl Rougemont vesnicí, která se vyznačovala převážně zemědělstvím. I dnes hraje ve struktuře zaměstnanosti obyvatelstva důležitou roli chov dojnic (výroba sýrů) a chov dobytka. Další pracovní místa jsou k dispozici v místních malých podnicích (zpracování dřeva, stavebnictví) a v sektoru služeb.

## Pamětihodnosti

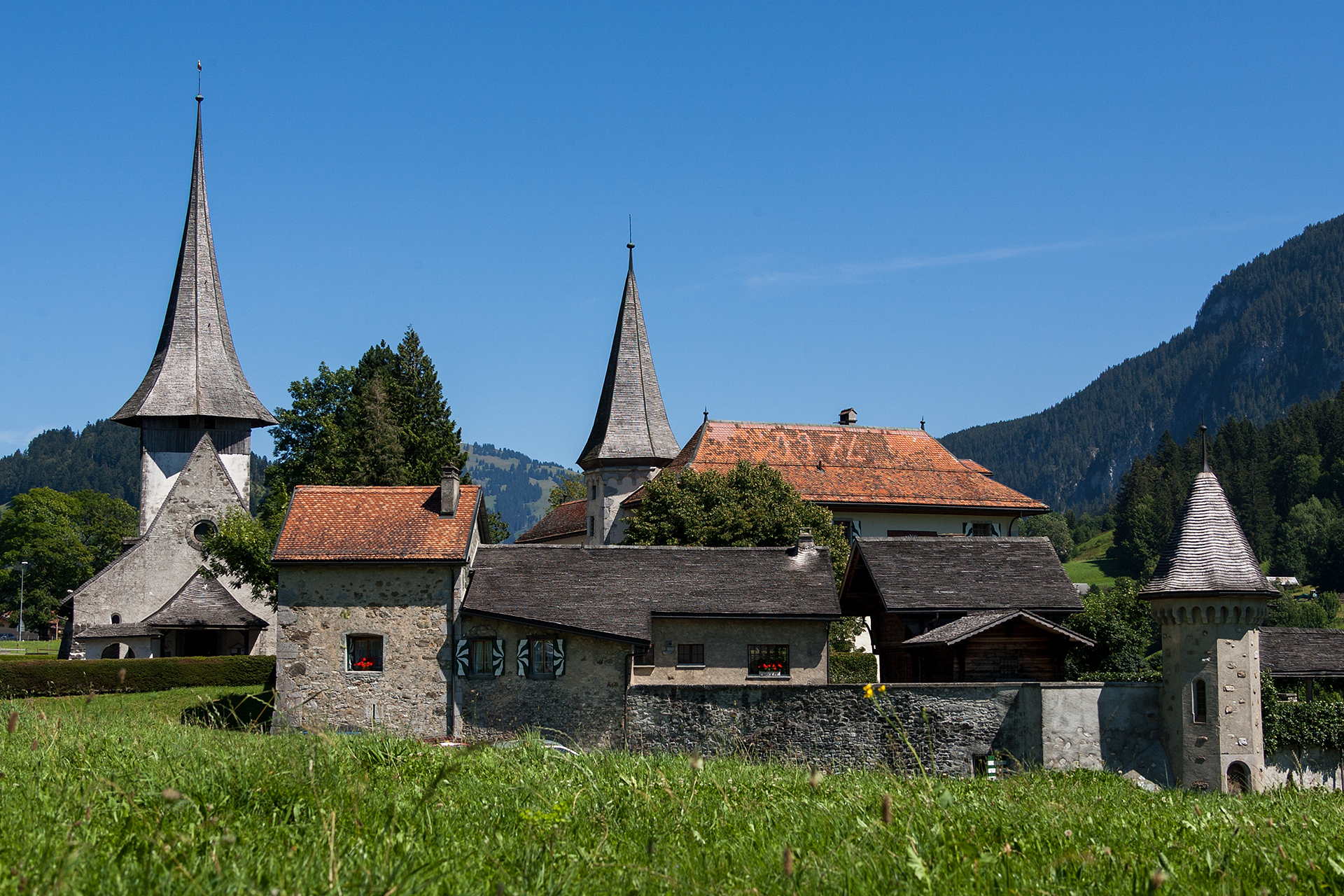
Kostel a hrad Rougemont

Bývalý převorský kostel Saint-Nicolas slouží jako reformovaný kostel. Kostel má půdorys ve tvaru kříže se třemi loděmi a zachoval si podstatné prvky původního románského kostela. Při přestavbě v letech 1585–1587 byl přistavěn chór se třemi půlkruhovými apsidami. Střecha a kostelní věž v typickém bernském horalském stylu pocházejí ze 17. století.
Vedle kostela stojí na místě bývalých převorských budov hrad Rougemont, který byl postaven v roce 1572 a přestavěn v letech 1756–1759. Má schodišťovou věž a vnitřní nádvoří. Kostel, hrad a zbývající části ohradní zdi jsou památkově chráněny.
Rougemont má centrum obce s četnými dřevěnými domy ze 17. a 18. století, které mají fasády s řezbami, malbami a nápisy. Typické dřevěné domy ze 17. a 18. století se dochovaly také ve vesnici Flendruz.

## Doprava

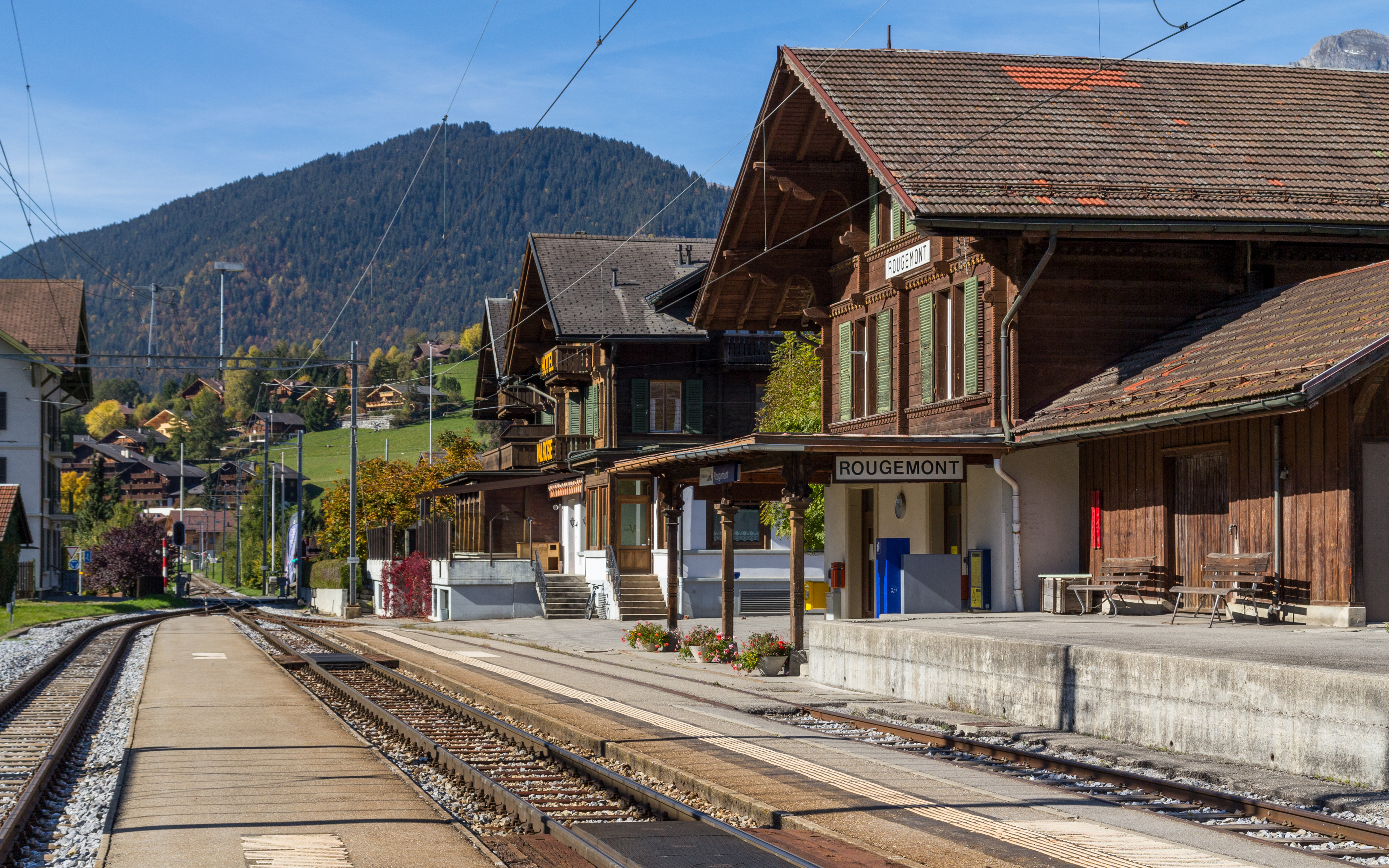
Železniční stanice Rougemont

Obec má dobré dopravní spojení: leží na hlavní silnici č. 11, která vede z Aigle přes průsmyk Col des Mosses, Château-d’Oex a Saanen do Zweisimmenu v oblasti Berner Oberland. Úsek Château-d’Oex – Saanen dráhy  Montreux-Berner Oberland-Bahn (MOB, francouzsky Chemin de fer Montreux-Oberland bernois) byl otevřen 20. prosince 1904.